# Salmão assado na chapa
O salmão assado na chapa não se pode considerar um prato típico da culinária de Gibraltar, uma vez que não existe nenhuma espécie deste peixe que viva no Mediterrâneo, nem no Atlântico oriental a sul da Galiza.  No entanto, os peixes e mariscos são uma parte importante da cozinha de Gibraltar e a forma como esta receita é apresentada é muito mais detalhada do que outras que se encontram.  
Para este prato podem usar-se filetes de salmão, com ou sem pele, postas ou medalhões. Se forem filetes ou postas finas, temperam-se abundantemente com sal e pimenta e deixam-se na geleira algum tempo; se foram mais grossos, devem ser imersos numa salmoura com um peso em cima para o peixe ficar sempre dentro da salmoura. Em qualquer dos casos, o peixe deve ser seco com uma toalha de papel, antes de ser cozinhado; no caso de ter ficado em salmoura, deve ser temperado com pimenta. 
Untar com óleo ou manteiga um tabuleiro ou chapa de fogão, ou uma frigideira forte e colocar os filetes ou postas de salmão assim que o óleo estiver quente. No caso de filetes com pele, deve começar-se por assar a parte que tem a pele, pressionando com uma espátula durante os primeiros minutos, para evitar que se enrolem. Para filetes sem pele, deve começar-se por assar a parte de dentro do peixe, deixando para o final a superfície onde estava a pele. No caso de postas ou medalhões, deve começar-se pela parte que parece mais “bonita” e que será apresentada nos pratos. O tempo de assadura é muito rápido (3-5 minutos de cada lado, dependendo da espessura do filete) e, se o óleo começar a deitar fumo, deve baixar-se o fogo.
Depois de assado, o peixe deve ser limpo num papel de cozinha, pra tirar todo o cheiro de gordura queimada, e servido imediatamente com batata doce cozida e cortada em rodelas, ornamentada com sementes de papoila e acompanhado com um molho de manteiga, limão e ervas frescas.